# Eleanora Knopf

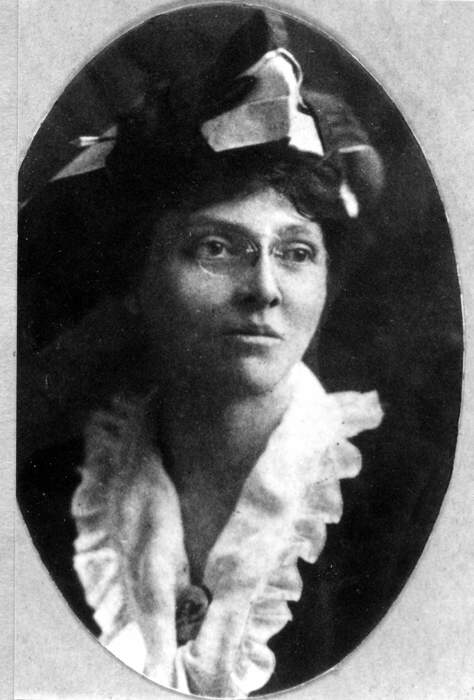
Eleanora Frances Bliss Knopf

Eleanora Frances Bliss Knopf (* 15. Juli 1883 in Rosemont, Pennsylvania, Vereinigte Staaten; † 21. Januar 1974  in Menlo Park, Vereinigte Staaten) war eine US-amerikanische Geologin. Sie war Petrologin, Stratigraphin und Strukturgeologin und die erste amerikanische Geologin, die die Technik der Petrographie anwandte. Sie arbeitete beim United States Geological Survey (USGS) und forschte in den Appalachen.

## Leben und Werk

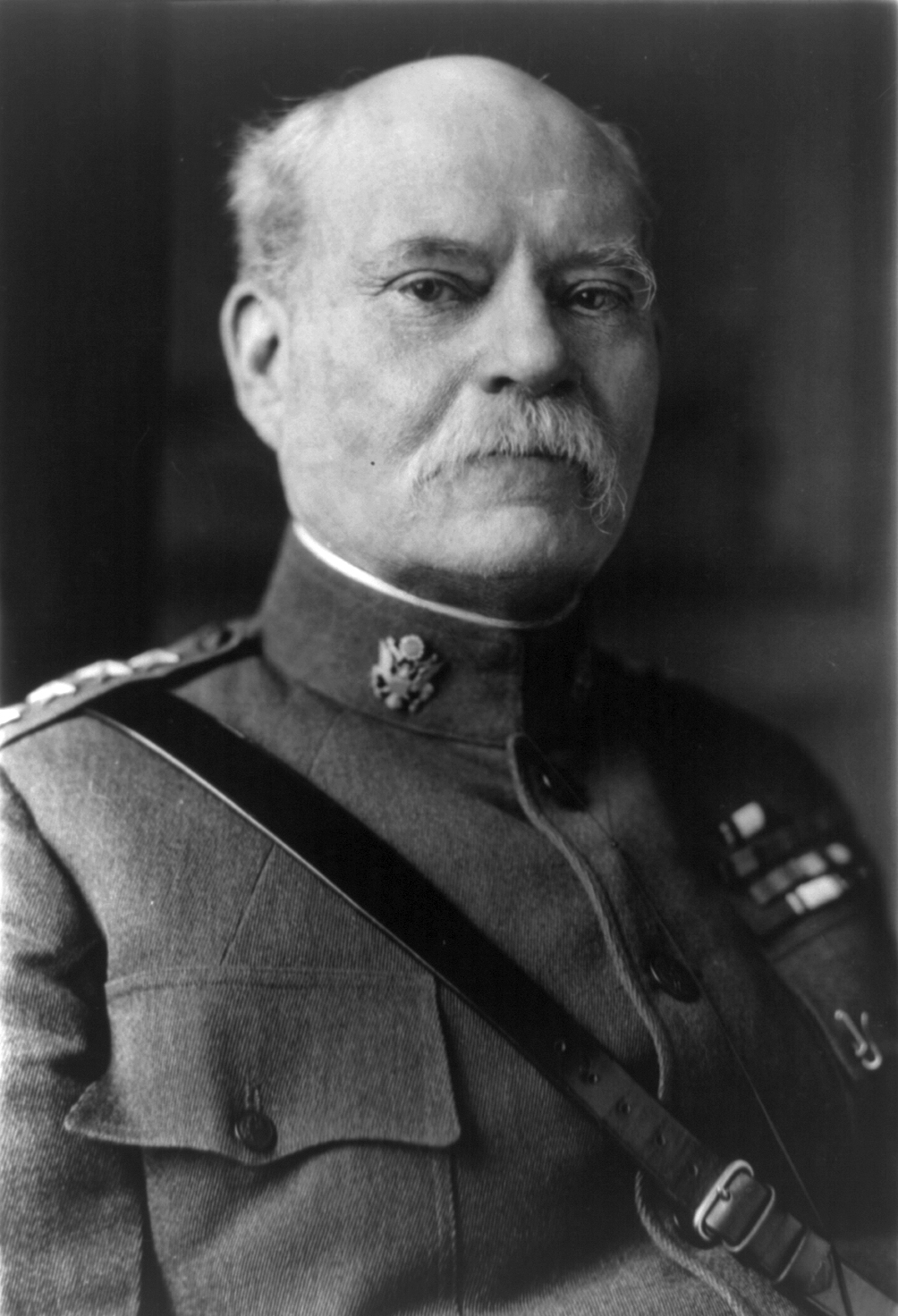
General Tasker Bliss, der Vater von Eleanora Knopf

Knopf war das einzige Kind von Mary Anderson Bliss und General Tasker H. Bliss, der Stabschef der US-Armee während des Ersten Weltkriegs und Hauptvertreter der Vereinigten Staaten in den Räten der Alliierten in den USA war. Sie besuchte die Florence Baldwin School, die neben dem Bryn Mawr College liegt. Nach dem Schulabschluss schrieb sie sich 1900 am Bryn Mawr College ein und schloss ihr Studium 1904 mit einem Bachelor in Chemie und einem Master in Geologie ab. Während ihres Studiums war sie stellvertretende Kuratorin des Geologischen Museums und Demonstrantin im geologischen Labor. Zusammen mit Anna Jonas Stose and Julia Anna Gardner forschte sie für eine gemeinsame Dissertation über die Region Doe Run-Avondale westlich von Bryn Mawr, für die ihnen das Bryn Mawr College 1912 den Doktortitel verlieh. Zusammen mit Jonas und Gardner arbeitete sie noch ein weiteres Jahrzehnt westlich in Pennsylvania und südwestlich in Maryland. Alle drei Geologinnen wurden Mitglieder des United States Geological Survey.
1912 wurde Knopf als Geologieassistentin beim United States Geological Survey in Washington, D.C. eingestellt. 1913 gab sie im Bulletin des American Museum of Natural History ihre Entdeckung des Minerals Glaukophan in Pennsylvania bekannt. Dieses Mineral war zuvor noch nie östlich der Pazifikküste in Amerika gefunden worden. Der USGS beförderte sie 1917 zur Assistenzgeologin und die nächsten 3 Jahre arbeitete sie auch für die Federal Survey und die Maryland Geolocical Survey.
1920 heiratete sie den Geologen Adolph Knopf und zog mit ihm nach New Haven, Connecticut, wo er zum Professor an der Yale University ernannt worden war. Knopf wurde es nie gestattet, dort eine akademische Anstellung zu bekleiden oder Kurse zu unterrichten.
1925 erhielt sie einen neuen Auftrag beim USGS, bei dem sie die Stissing-Mountain-Region entlang der Grenze zwischen New York und Connecticut untersuchte. Aufgrund von Überschiebungen erwies sich die Untersuchung dieses Gebiets als schwierig. Um diese Region zu untersuchen, suchte Knopf im Ausland nach neuen Analysemethoden. Sie entschied sich für die Methode der Petrographie, die Bruno Sander von der Universität Innsbruck entwickelt hatte. Knopf übersetzte Sanders Arbeit und verwendete diese die nächsten vierzig Jahre.

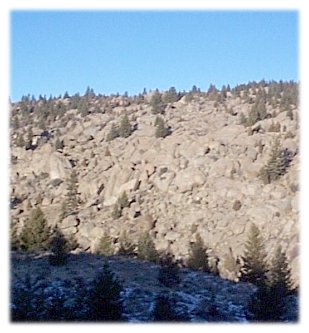
Abgerundete, braun verwitternde Granitblöcke geben dem Boulder Batholith seinen Namen

1951 lehrte ihr Ehemann einige Jahre an der Stanford University und sie teilte ein Büro mit ihm und lehrte dort auch. Sie forschte mit ihm zum Boulder Bathylith und nach seinem Tod 1966 widmete sie sich der Vervollständigung der Bathylith-Arbeit.
Sie starb 1974 in Menlo Park, Kalifornien.

## Veröffentlichungen (Auswahl)
- Structural Petrography. Am. Journal Sci. 25, 1933, S. 433–470.
- mit Fred Earl Ingerson: Structural Petrography. Geological Society of America, 1938, ISBN 978-0813710068.
- Processes of ice deformation within glaciers by the late Max Harrison Demorest. Journal of Glaciology 2(14), 1953, S. 297–297. DOI: 10.3189/s0022143000025545.
- Preliminary results of a megascopic fabric analysis of the area around Stissing Mountain, Dutchess County, New York. Mineralogy and Petrology 4(1), 1954, S. 178–186. DOI: 10.1007/BF01140387.
- mit Maryland Geological Survey, Edward Wilber Berry: Baltimore County. Hassell Street Press, 2021, ISBN 978-1015057531.